# Reindeer Games
Reindeer Games (Operación reno en España y Doble traición en Hispanoamérica) es una película de 2000, dirigida por John Frankenheimer y protagonizada por Ben Affleck, Gary Sinise y Charlize Theron. Fue la última película de Frankenheimer y cosechó críticas negativas.

## Argumento
Nick y Rudy son compañeros de celda en la cárcel. Nick le ha estado escribiendo a una mujer joven llamada Ashley Mercer, quien está esperando su liberación. Pero cuando Nick es asesinado durante un motín en la prisión, Rudy ocupa su lugar y permite que la bella Ashley crea que él es quien le ha estado escribiendo las cartas de amor.
En poco tiempo, Rudy descubre que pretender ser Nick no es una buena idea después de todo, ya que algunos compañeros delincuentes tienen la intención de usarlo para sus propios fines: robar el casino en el que Nick solía trabajar.

## Reparto
| Actor                 | Personaje                                 |
| --------------------- | ----------------------------------------- |
| Ben Affleck           | Rudy Duncan                               |
| Charlize Theron       | Ashley Mercer                             |
| James Frain           | Nick Cassidy                              |
| Gary Sinise           | Gabriel Mercer                            |
| Clarence Williams III | Merlin                                    |
| Ron Jeremy            | Prisionero #1 (acreditado como Ron Hyatt) |
| Ashton Kutcher        | Chico de la escuela                       |
| Donal Logue           | Pug                                       |
| Ron Perkins           | Pescador                                  |
| Dennis Farina         | Jack Bangs                                |
| Paula Shaw            | Tía Lisbeth                               |
| Dana Stubblefield     | El Álamo                                  |
| Isaac Hayes           | Zook                                      |
| Danny Trejo           | Jumpy                                     |

## Producción
La trama de la película se desarrolla en la península superior de Míchigan, pero se rodó en Vancouver y en Prince George (Columbia Británica, Canadá).

## Críticas
La película recibió críticas generalmente negativas, lo que impidió que fuera un éxito comercial. Charlize Theron consideró que fue su peor película, diciendo que "Reindeer Games no era una buena película, pero la hice porque me gustaba trabajar con John Frankenheimer". Una crítica de CNN dijo: "Reindeer Games no es una muestra de su mayor creatividad, pero se le aproxima".